# Aursjøen
Aursjøen is een stuwmeer in Noorwegen op de grens tussen de graafschappen Innlandet en Møre og Romsdal. Vóór de verordening in 1953 waren er drie meren: Gautsjøen in het zuiden (851 meter boven zeeniveau), Grynningen in het midden (837,5 meter boven zeeniveau) en Aursjøen in het noorden (831 meter boven zeeniveau).
De dam vormt het hoofdreservoir voor de Aura-centrale. Met een vol reservoir is het meer 30 km lang en bevat het 561 miljoen m³ water. Het hoogst gereguleerde waterpeil is 856 m boven zeeniveau. De rivier de Aura, die voorheen van Aursjøen naar Eikesdalsvatnet stroomde, is afgedamd ten behoeve van de energieopwekking, met een bijna kilometer lange en 40 meter hoge stenen dam. Ook wordt er vanuit een aantal stroominlaten water naar het meer getransporteerd. Als het water op het hoogste niveau staat, vormen de meren Aursjøen en Gautsjøen samen één meer.
In het meer komen forel en vlagzalm voor. Vóór de verordening vond de voortplanting van forel voornamelijk plaats op stromend water tussen de drie oorspronkelijke meren. Na de verordening werden de beschikbare paaigebieden met 70-80% verminderd. De toezichthouder was daarom verplicht om jaarlijks forel uit te zetten.
Van oudsher is er een doorgaande weg tussen Aursjøen en Grynningen.
In 2006 was het provinciebestuur van Oppland verantwoordelijk voor het opgraven van nederzettingen uit de steentijd en de bronstijd in dit gebied.
Aursjøen ligt tegenwoordig als een wig tussen het Nationaal park Dovrefjell-Sunndalsfjella aan de oostkant en het beschermde landschap Dalsida aan de westkant. Sinds 3 mei 2002 zijn dit beschermde gebieden.

## Foto's

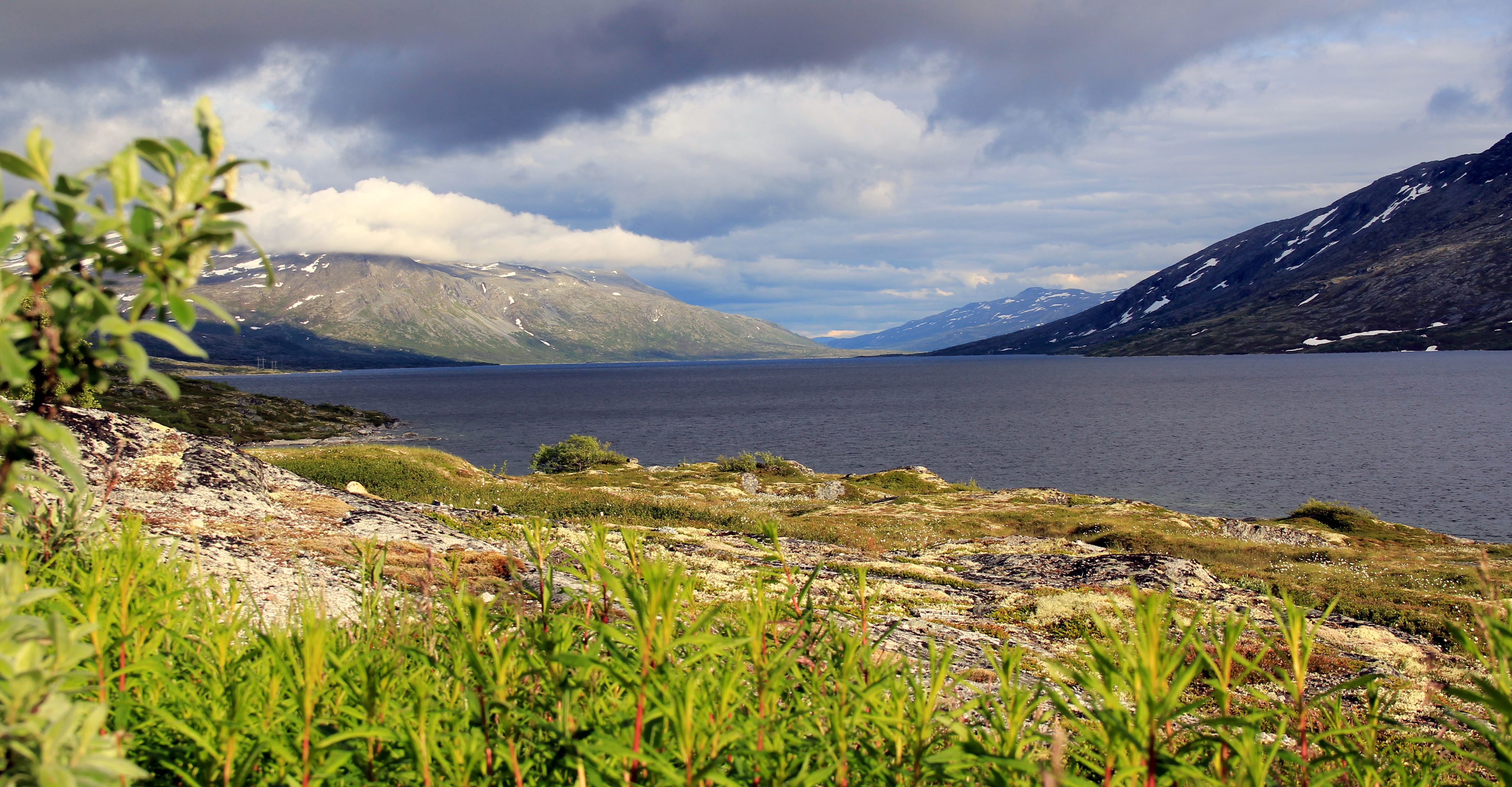
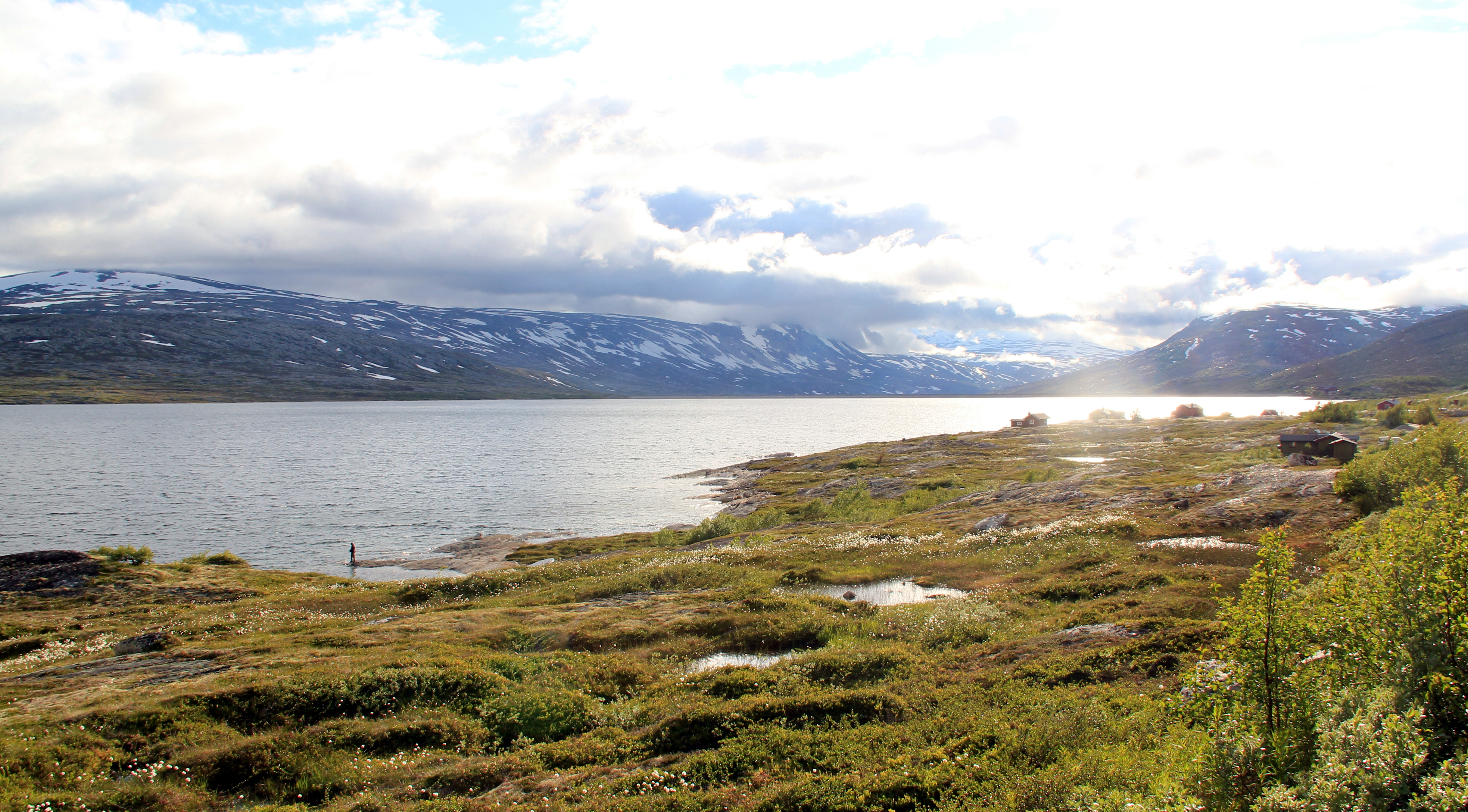
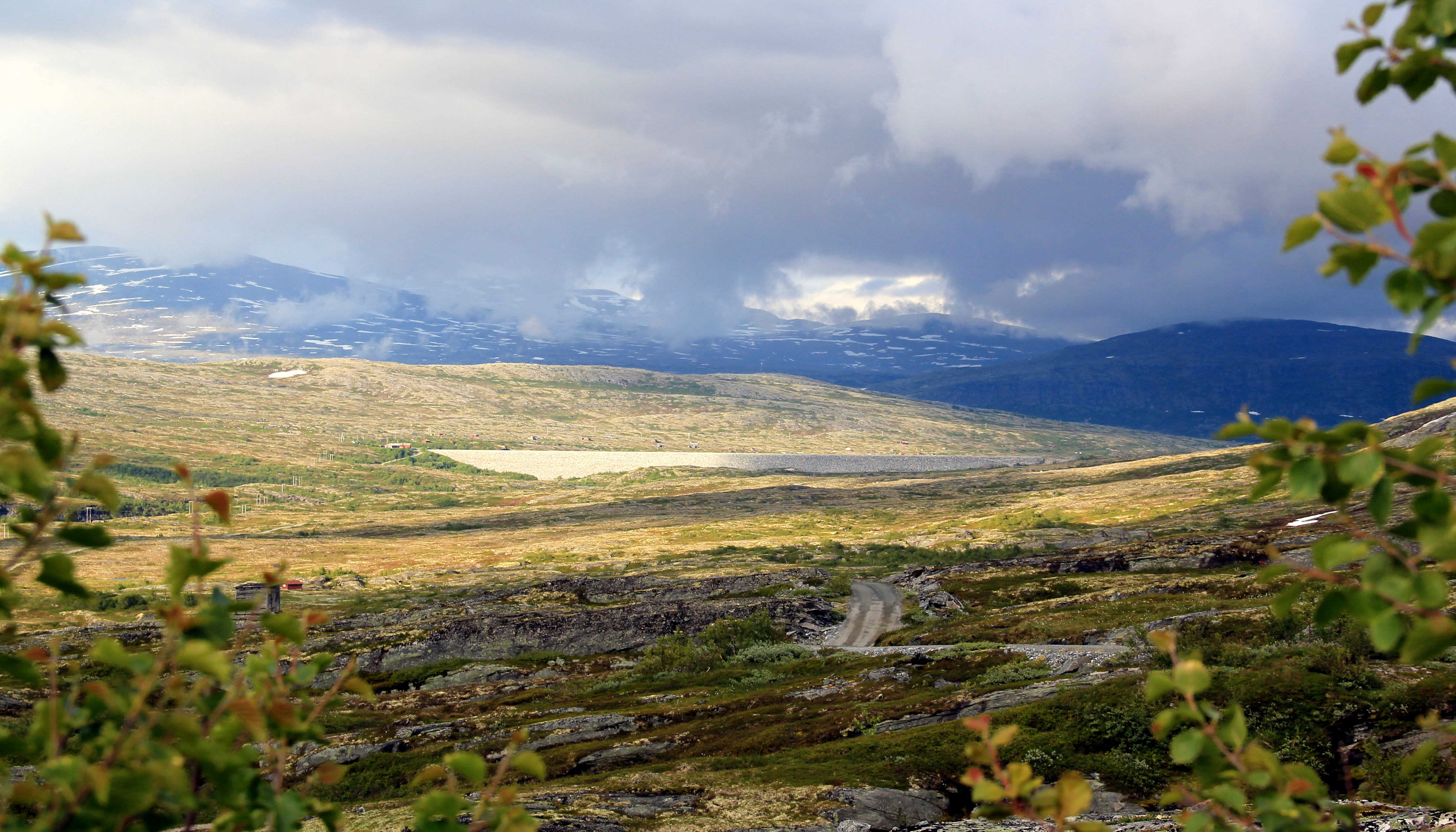